# Мазлианико
Мазлиа̀нико (на италиански: Maslianico; на ломбардски: Maslianic, Мажлианик) е малко градче и община в Северна Италия, провинция Комо, регион Ломбардия. Разположено е на 255 m надморска височина. Населението на общината е 3303 души (към 2017 г.).